# 羅斯伍德 (加利福尼亞州蒂黑馬縣)
羅斯伍德（英語：Rosewood）是位於美國加利福尼亞州蒂黑馬縣的一個非建制地區。該地的面積和人口皆未知。

## 地理
羅斯伍德的座標為40°16′48″N 122°33′00″W / 40.28000°N 122.55000°W，而該地的平均海拔高度為192米（即628英尺）。